# 大久保ダム (長野県)
大久保ダム（おおくぼダム）は、長野県駒ヶ根市と上伊那郡宮田村との境、一級河川・天竜川水系天竜川に建設されたダム。大久保えん堤（おおくぼえんてい、大久保堰堤）ともいう。高さ3.488メートルの重力式コンクリートダム（堰）で、中部電力の発電用ダムである。同社の水力発電所・大久保発電所に送水し、最大1,500キロワットの電力を発生する。

## 歴史
1926年（大正15年）3月5日に発足した天竜川電力（代表取締役は大同電力の福澤桃介）は、第一次世界大戦後の電力不足を背景に、天竜川の水資源を活用した水力発電所の開発を計画していた事業者らが合同で設立した電力会社である。天竜川本流に9つの水力発電所を建設することが計画され、まず最上流の大久保発電所の建設工事が同年11月に着工。1927年（昭和2年）9月に完成した。その後、矢作水力、日本発送電を経て、中部電力が継承。1966年（昭和41年）には無人化されている。
大久保発電所の目的は、のちに着手する南向（みなかた）発電所の建設工事に必要とする電力を確保することであった。当初は現在の地点よりも下流に建設される計画であったが、地元地域への配慮から立地を変更し、それに伴って出力規模も縮小されている。取水先の大久保ダムは洪水吐として3門のローリングゲートを採用。1門あたり高さ3.353メートル、幅26.192メートル、重さは72トンもあり、急な増水によりゲート上を水があふれるようなことがあっても簡単には決壊しない。洪水予測が未熟な当時ならではの選定であった。
低落差・大流量地点ということで、発電用水車は電業社原動機製作所製の横軸4輪単流露出双子フランシス水車を採用。4輪のフランシス水車が連結され、長さは27メートルもあった。当時すでに低落差・大流量地点に特化した発電用水車としてカプラン水車が開発されていたにもかかわらず、なぜあえて4輪のフランシス水車を採用したのか、詳しい経緯は不明である。完成当初は4輪すべての水車をフル稼働させていたが、のちに効率化のため渇水期は2輪だけを使って発電するといったことが行われている。初めは4輪・2輪の切り替えを手動で行っていたが、1980年（昭和55年）に自動化された。
発電機は芝浦製作所製の三相交流同期発電機を採用。軸で水車に直結され、136.4 min-1（50ヘルツ時）ないし163.6 min-1（60ヘルツ時）で回転する。44もの磁極を有し、直径は4メートル、重さは25トンもあった。こうした低落差地点では水車発電機の大型化は避けられず、不経済だという弱点があった。1945年（昭和20年）と1956年（昭和31年）には主軸が折れるトラブルが発生したほか、1966年（昭和41年）から1980年（昭和55年）にかけてはごみの流入が多いことから、4輪中2輪を外しての運転を余儀なくされた。
1997年（平成9年）、水車発電機を一新。これまで直結されていた水車と発電機との間には増速機が設けられ、水車の回転速度125 min-1を720 min-1に増速して発電機に動力伝達する。これにより、新しい発電機は直径1.5メートル、重さ1.3トンと大幅な小型化・低コスト化を果たした。なお、退役した古い水車発電機は、駒ヶ根市にある駒ケ根高原美術館に屋外展示・保存された。
|        |          | 改造前 (1927 - 1997)                    | 改造後 (1997 - )                  |
| ------ | -------- | --------------------------------------- | --------------------------------- |
| 水車   | 形式     | 横軸4輪単流露出双子フランシス水車       | 横軸4輪単流露出双子フランシス水車 |
| 水車   | 出力     | 1,746 kW                                | 1,746 kW                          |
| 水車   | 有効落差 | 5.7 m                                   | 5.7 m                             |
| 水車   | 使用水量 | 33.4 m3/s                               | 33.4 m3/s                         |
| 水車   | 回転速度 | 136.4 min-1 (50 Hz) 163.6 min-1 (60 Hz) | 125 min-1                         |
| 発電機 | 形式     | 回転界磁形三相交流同期発電機            | 回転界磁形三相交流同期発電機      |
| 発電機 | 容量     | 2,070 kVA                               | 2,070 kVA                         |
| 発電機 | 電圧     | 3,300 V                                 | 3,300 V                           |
| 発電機 | 力率     | （不明）                                | 0.8                               |
| 発電機 | 回転速度 | （水車に同じ）                          | 720 min-1                         |
| 発電機 | 磁極数   | 44                                      | 10                                |
| 発電機 | 直径     | 4 m                                     | 1.5 m                             |
| 発電機 | 重量     | 25 t                                    | 1.3 t                             |

## 周辺
宮田村中心市街地から東に進み、河岸段丘を下りると天竜川である。大久保ダムがある場所は伊那峡と呼ばれる名勝で、大久保ダムの右岸から上流に向かって、天竜川に沿って遊歩道が整備されている。また、大久保ダムの上流に架かる吊り橋・北の城橋の上からは伊那峡を一望することができる。奇岩と老松とが調和した景観が伊那峡の特長である。

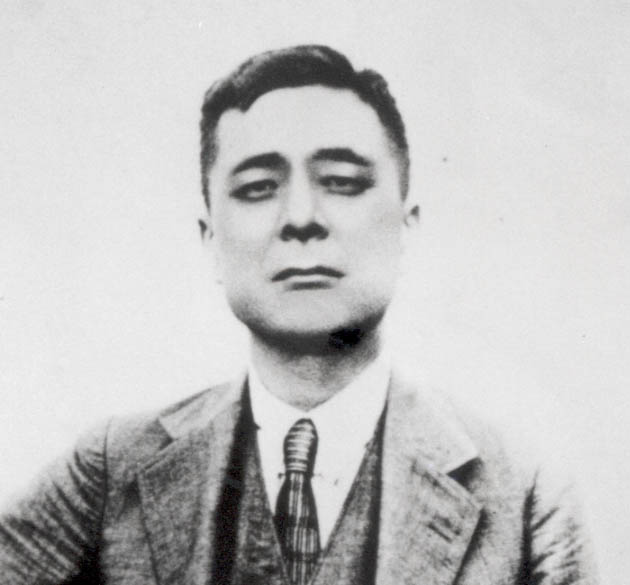
事業を推進した天竜川電力の福澤桃介
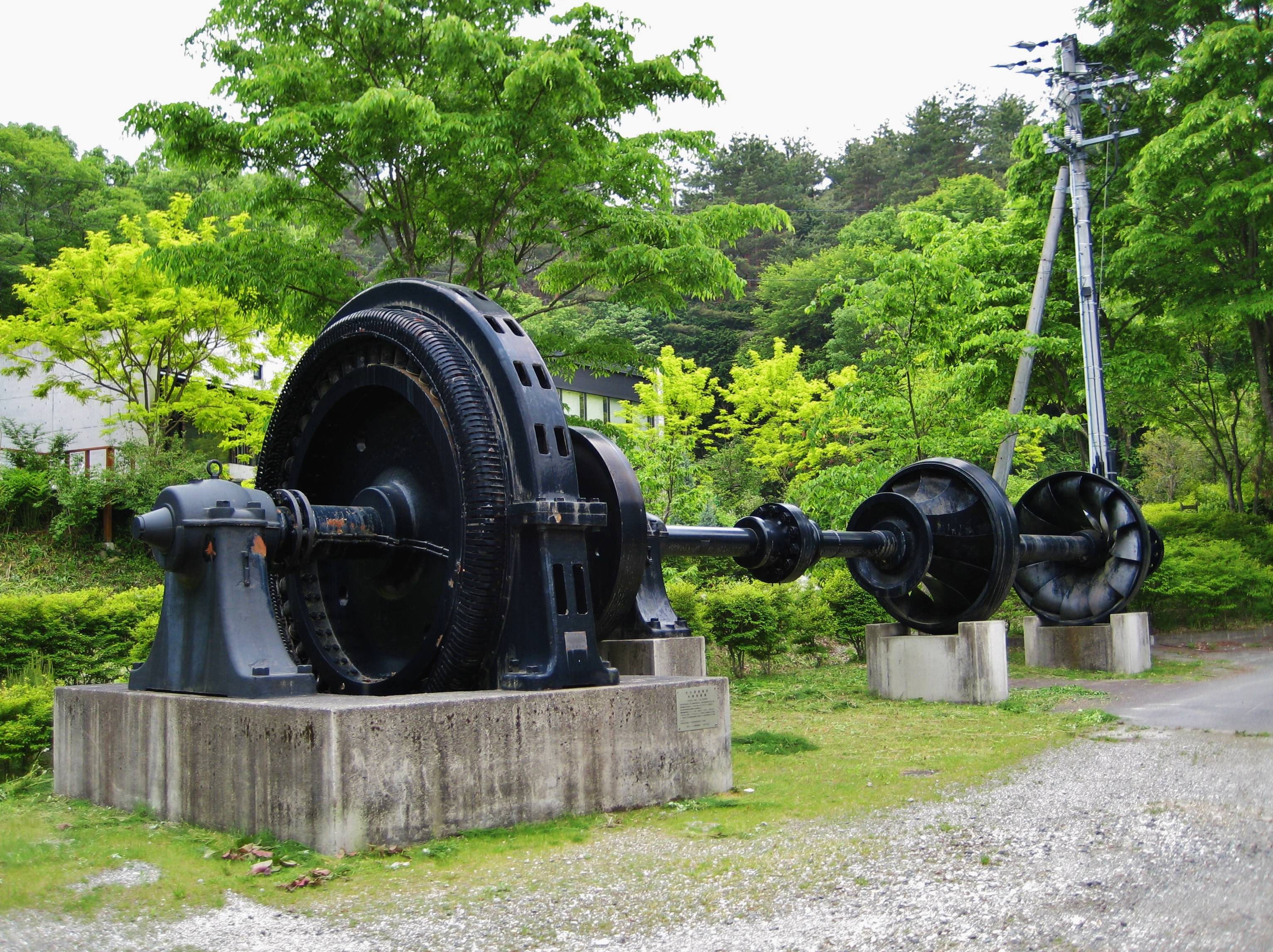
大久保発電所旧水車発電機（駒ケ根高原美術館、2008年撮影）
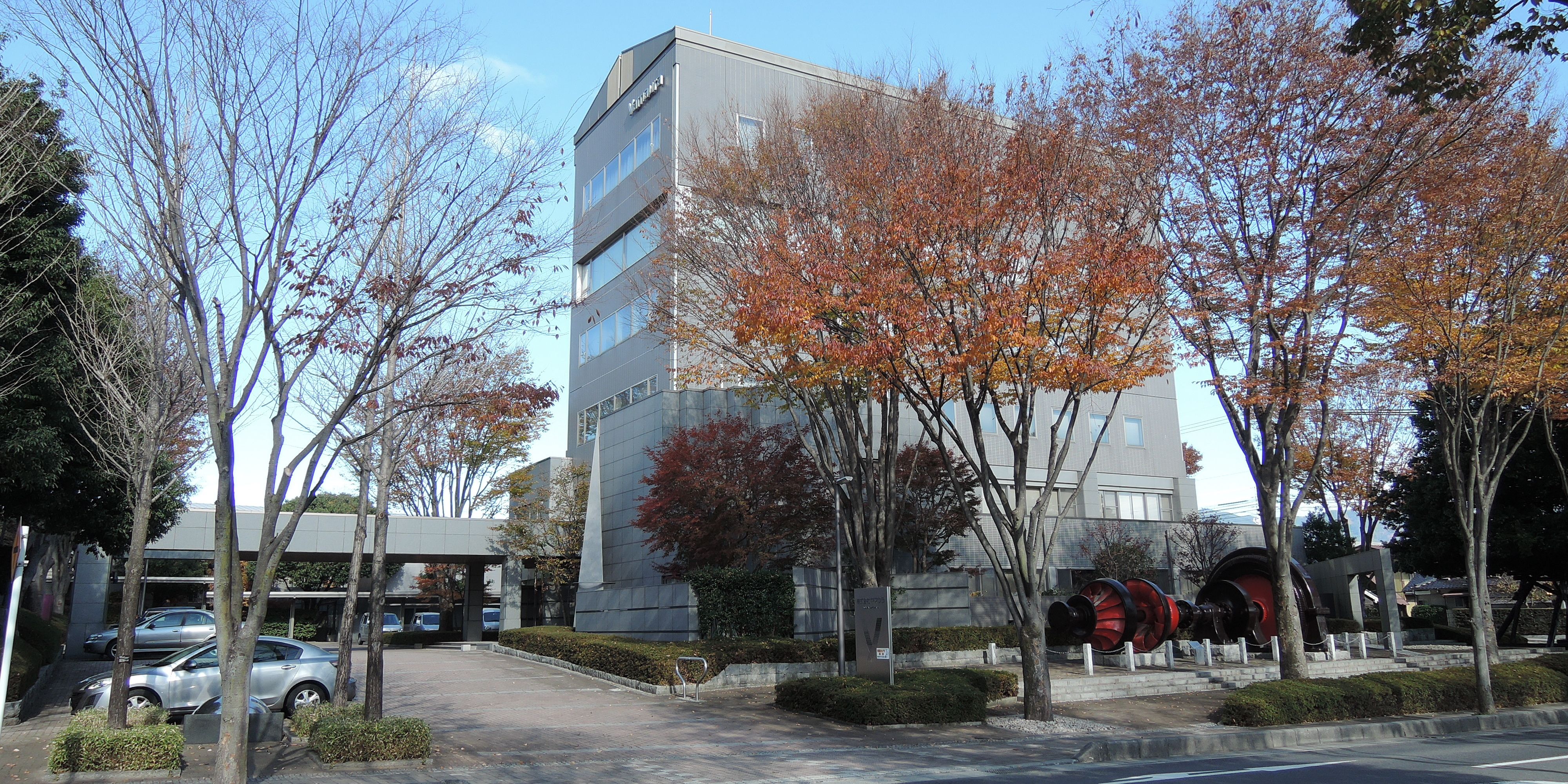
大久保発電所旧水車発電機（ヤマウラ本社、2014年撮影）
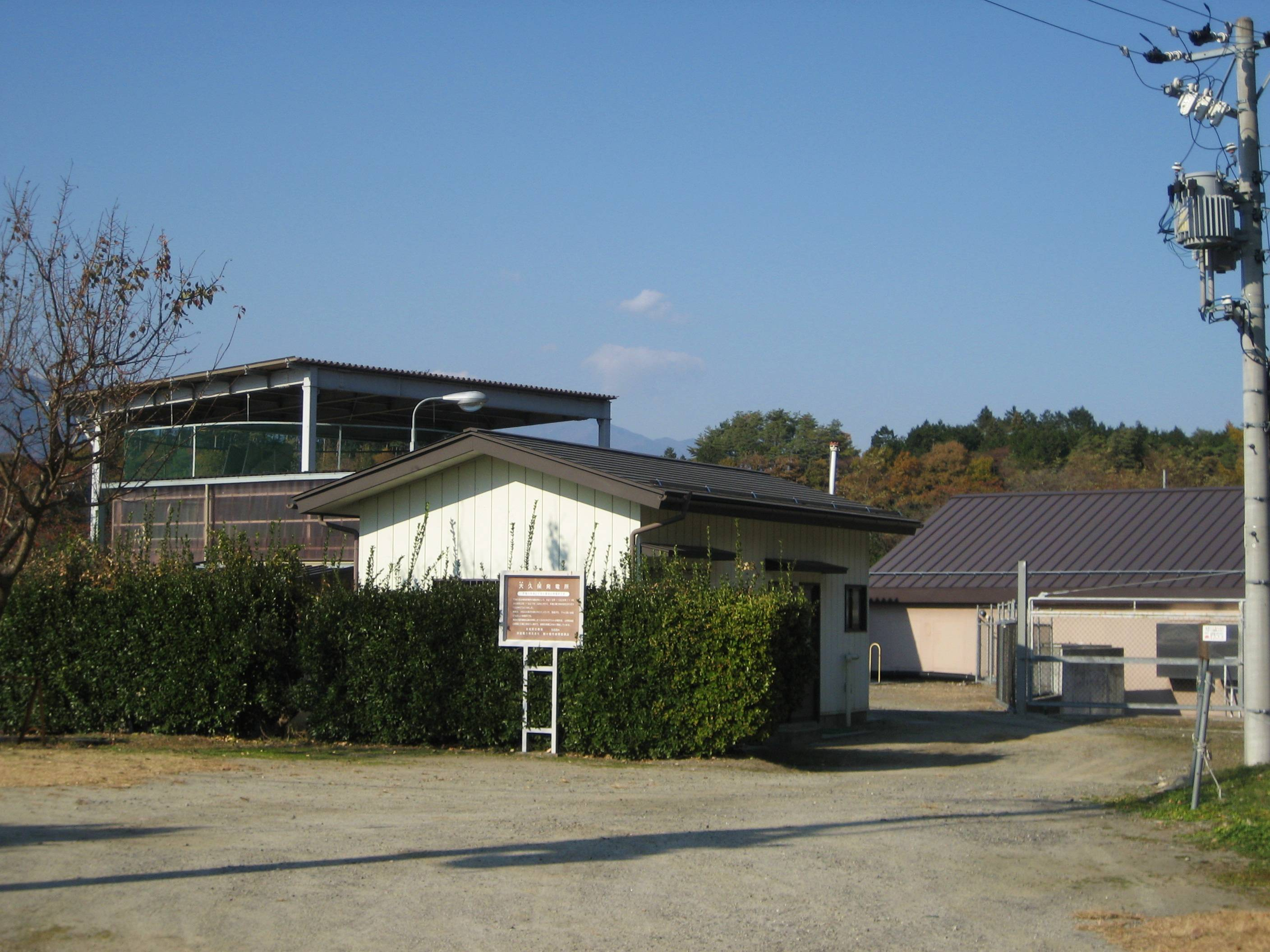
大久保発電所
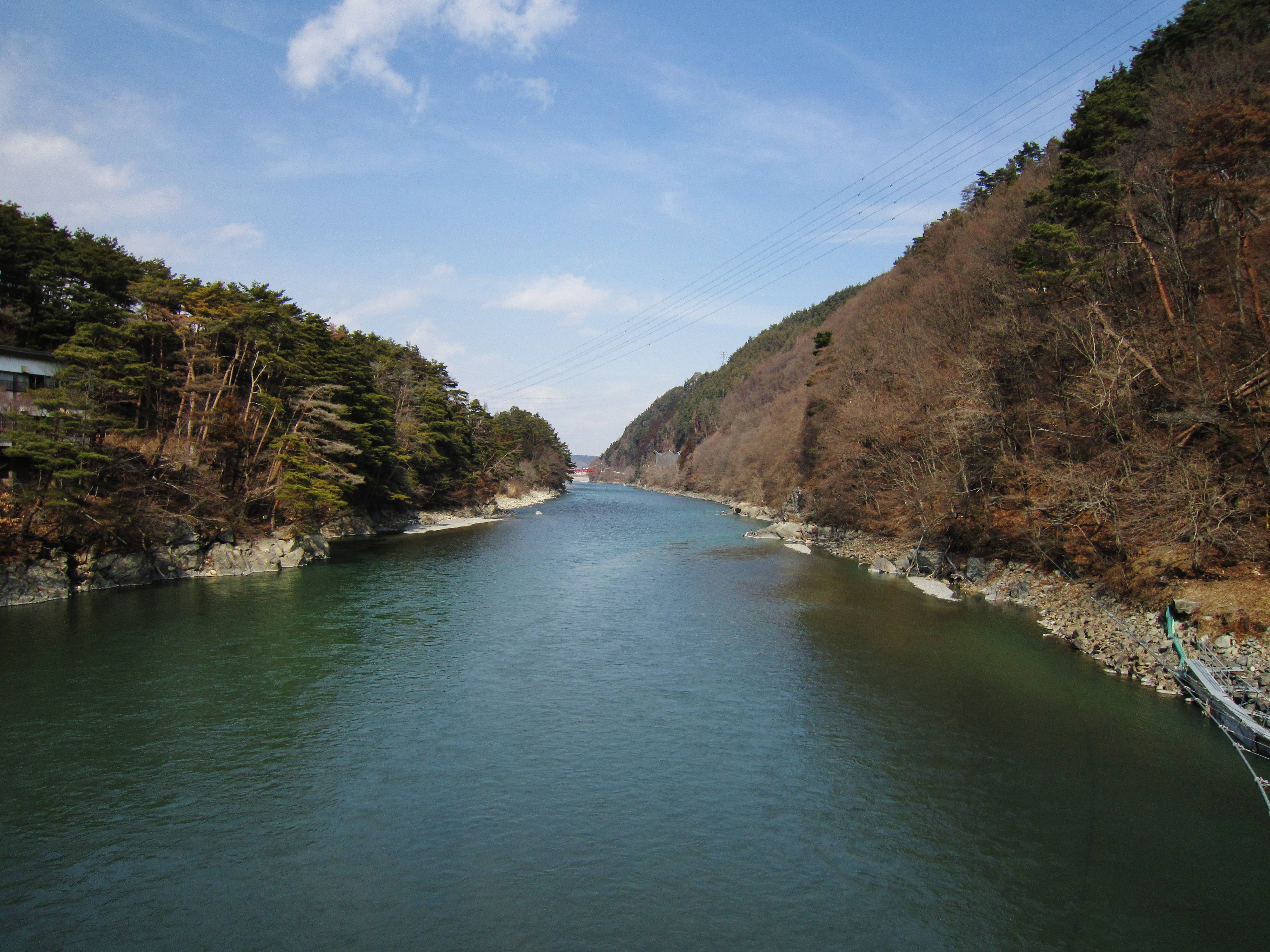
大久保ダム湖と伊那峡
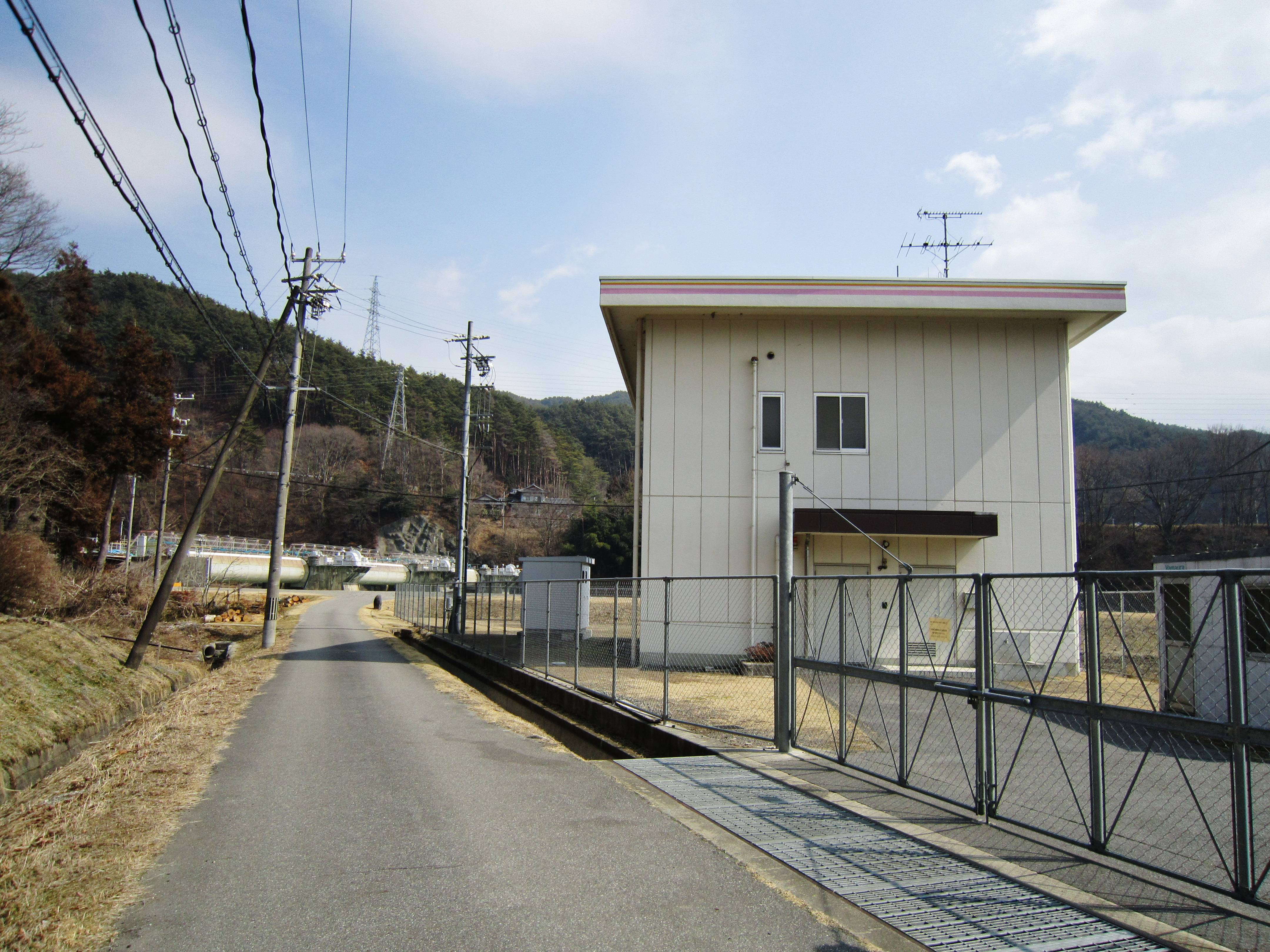
大久保ダム見張所
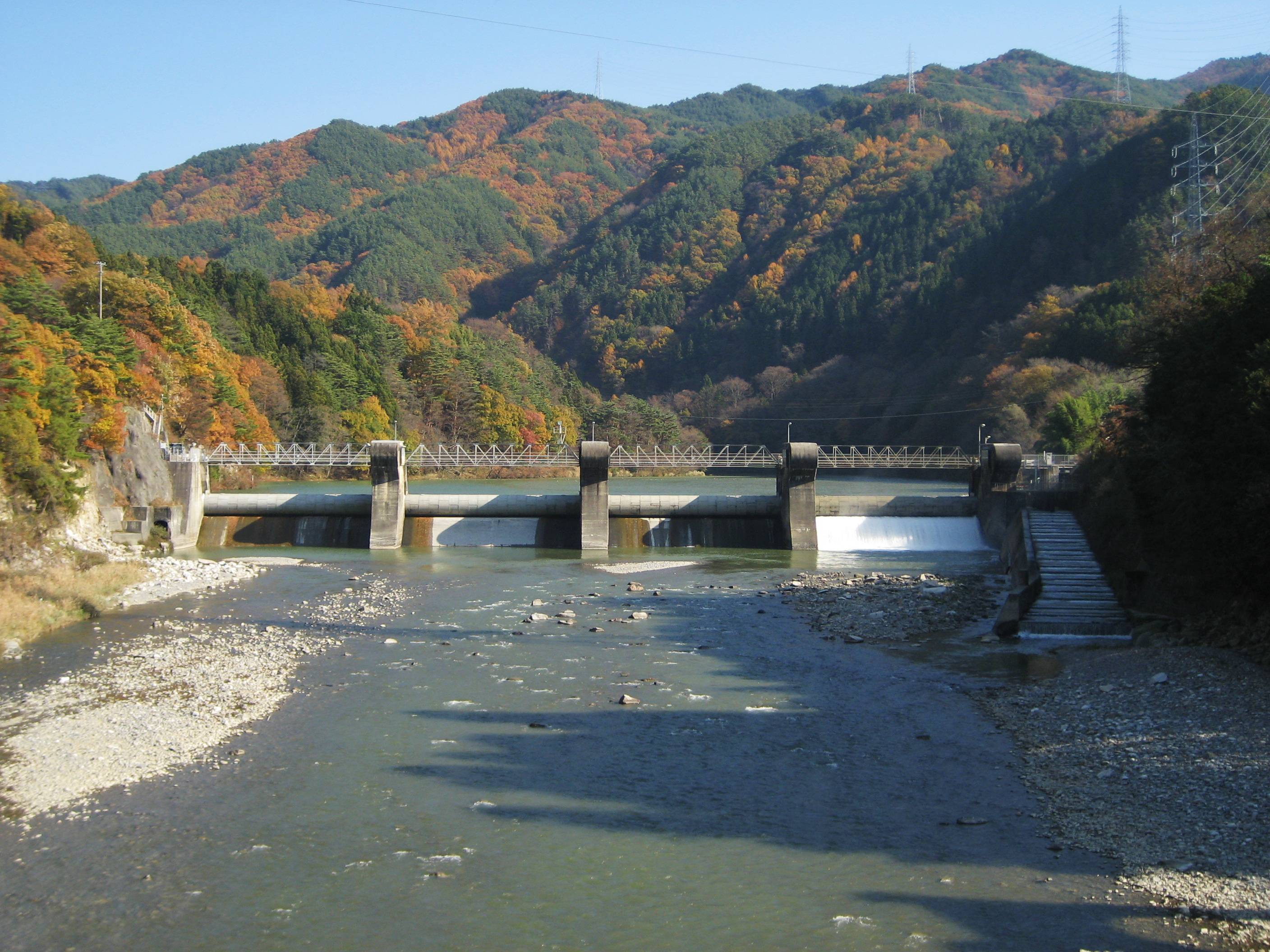
南向ダム

## 諸問題
2002年（平成14年）10月16日の13時05分から13時11分にかけて、大久保ダムの洪水吐が誤作動し、ダムに貯えた水が放流されるという異常事態が発生した。異常発生前は2号ゲートを9センチメートル開けて、毎秒12.5立方メートルの水を放流していたが、異常発生後は2号ゲートが25センチメートル、閉じていた3号ゲートが10センチメートルまでそれぞれ開いてしまい、放流量が毎秒47.7立方メートルに増加した。緊急停止措置が取られたものの、再び3号ゲートが動き出し、結局3号ゲートは14センチメートルまで開いてしまい、放流量は毎秒52.4立方メートルにまで増加した。13時11分にゲートの位置を異常発生前の状態まで復帰するまで、ダムに貯えられていた約9,000立方メートルもの水が放流されてしまった。その後、パトロールを実施し、幸いにも被害が出ていないことが確認された。
当日は南向ダム管理所で点検作業が行われており、その一環でダムを制御するコンピュータを切り替えた際、異常が発生した。問題のコンピュータは8月に点検を行ったが、このときの作業の不手際が今回の異常の原因であると特定された。これを受け、中部電力は本店内に対策本部を設置。国土交通省を始めとする関係機関との調査委員会の中で、今回の異常事態の原因を究明するとともに、検討した再発防止策の実行を図った。 